# Selenops secretus
Selenops secretus là một loài nhện trong họ Selenopidae.
Loài này thuộc chi Selenops. Selenops secretus được miêu tả năm 1911 bởi Hirst.